# Tillandsia chaetophylla
Tillandsia chaetophylla là một loài thuộc chi Tillandsia. Đây là loài đặc hữu của México.